# Brookfield Engineering
Brookfield Engineering ist ein Mess- und Analysegerätehersteller mit Sitz in Middleboro, Massachusetts. Seine Produktlinie umfasst Viskosimeter, Rheometer, Texturanalysegeräte, Pulverfluss-Tester und Prozessinstrumentierung. Diese Geräte kommen in Forschung, Entwicklung und Steuerungstechnik zum Einsatz. Die Firma wurde außerhalb von Fachkreisen bekannt durch den Vorwurf, sie habe eine schwere Umweltbelastung durch Giftmüll verursacht.
Brookfield Engineering vertreibt seine Produkte in 60 Ländern und hat Zweigniederlassungen in den Vereinigten Staaten, in Großbritannien, Deutschland, Indien und der Volksrepublik China. Produziert wird ausschließlich in den USA.

## Firmengeschichte
Während seiner Ausbildung am Massachusetts Institute of Technology entwickelte und verkaufte Don Brookfield Senior sein erstes selbst entwickeltes Viskosimeter. Nach seinem erfolgreichen Studienabschluss arbeitete er bei Gilette und entwickelte das Gerät weiter, das zum Industriestandard für Viskositätsmessung werden sollte. Ab 1937 arbeitete er vollzeit für das eigene Unternehmen  Brookfield Engineering Laboratories, das er zusammen mit seinem Vater und seinen Brüdern gegründet hatte.
Brookfield Engineering war bis 1986 ein Familienkonzern; danach wurden auch weitere Mitarbeiter am Unternehmen beteiligt. Das Qualitätsmanagement der Firma ist seit den 1990er-Jahren ISO-9001-zertifiziert.

## Funktionsprinzip
Klassische Brookfield-Viskosimeter sind Rotationsviskosimeter: eine Scheibe wird von einem Motor in der zu prüfenden Flüssigkeit gedreht. Während des Drehens wird das benötigte Drehmoment durch das Ausweichen einer Feder gemessen. Wenn ein Newtonsches Fluid gemessen wird, kann seine Viskosität dadurch abgeleitet werden. Mit dieser Testmethode wird die Viskosität in einem niedrigen Schergeschwindigkeitsbereich gemessen.S. 254 Wenn es sich um ein nicht-Newtonsches Fluid handelt, können Brookfield-Viskositäten immer noch miteinander verglichen werden, um Abweichungen von Standardwerten festzustellen. Die rheologischen Eigenschaften eines Testfluids können durch Messungen mit der gleichen Scheibe bei verschiedenen Geschwindigkeiten untersucht werden. Genaue Vergleiche sind nur sinnvoll, wenn die gleiche Scheibe, Drehgeschwindigkeit, Feder, Temperatur, Behältergröße, Testdauer und andere Mustervorbereitungsverfahren angewendet werden. Wenn man neue Testmethoden entwickelt, müssen Geschwindigkeit und Scheibe öfter empirisch ausgewählt werden, damit die Federausweichung stets zwischen 10 und 100 % bleibt.
Heute produziert Brookfield neben seinen klassischen Viskosimetern auch Rheometer, die exakte rheologische Messungen von nichtnewtonschen Substanzen ermöglichen.
Der klassische Brookfield-Viskosimeter wird trotz seiner Mängel weit angewendet und ist Bestandteil verschiedener Normen.S. 270S. 237

## Umweltverschmutzung
1998 evakuierte das Umweltschutzministerium von Massachusetts Bewohner von Stoughton, nachdem eine Überschreitung eines Grenzwerts von Lösungsmitteln in der Luft festgestellt worden war. Brookfield Engineering wurde verdächtigt, die Verschmutzung verursacht zu haben. Die Firma übernahm Evakuierungskosten und Umweltreinigungskosten, ohne eine Haftung anzuerkennen. Die Zeitung Boston Globe nannte es "one of the state's most unusual and serious problems of residential toxic-waste contamination" (eines der ungewöhnlichsten und ernstesten Probleme von Wohngebiets-Giftmüllverschmutzung [in Massachusetts]).